# La traccia verde
La traccia verde è una miniserie televisiva di genere giallo e fantascienza prodotta in tre puntate dalla Rai nel 1975 per la regia di Silvio Maestranzi e trasmessa in prima serata. L'idea portante della storia ricorda il romanzo di Gilda Musa Giungla domestica e si basa sui controversi studi condotti da Cleve Backster sulla presunta capacità extrasensoriale delle piante.

## Trama
Thomas Norton utilizzando la macchina della verità smaschera un ladro per necessità, che per vendetta nei confronti dello scienziato si suicida, provocandogli un grave turbamento. Poco dopo la signora Flora Sills, vicina di casa del celebre dottor Thomas Norton, viene misteriosamente uccisa, proprio nel laboratorio dello scienziato. Infatti, nell'ambito dei suoi studi su un modello sperimentale di macchina della verità di sua invenzione, Norton si era accorto che una pianta Dracena, regalatagli dalla donna, opportunamente collegata con gli elettrodi all'apparecchio, reagiva agli stimoli esterni fino a palesare un'attività emotiva e per questo aveva invitato la donna ad assistere ai suoi esperimenti. Grazie alle sensazioni di un'altra pianta, unica testimone in vita dell'omicidio, collegata alla macchina di Thomas Norton, si arriverà a smascherare l'assassino.

## Riferimenti
(Avviso durante i titoli di coda di ogni puntata)
Il riferimento agli esperimenti di Cleve Backster è esplicito; lo spettatore ne viene informato, in sovrapposizione di testo durante le scene con le piante, con un messaggio preceduto da un "Attenzione !", che spiega che l'esperimento è stato realmente effettuato. In ultimo alla fine di ogni puntata, si spiega che la serie è frutto di fantasia, ma è basata su esperimenti reali. Nonostante i continui riferimenti ad una presunta scientificità di tali esperimenti, un trafiletto nell'articolo di presentazione della serie sul Radiocorriere TV avvisava comunque i lettori sullo scetticismo col quale gli ambienti scientifici guardassero già allora al lavoro di Backster.